# Schloss Hornstein (Krumpendorf)

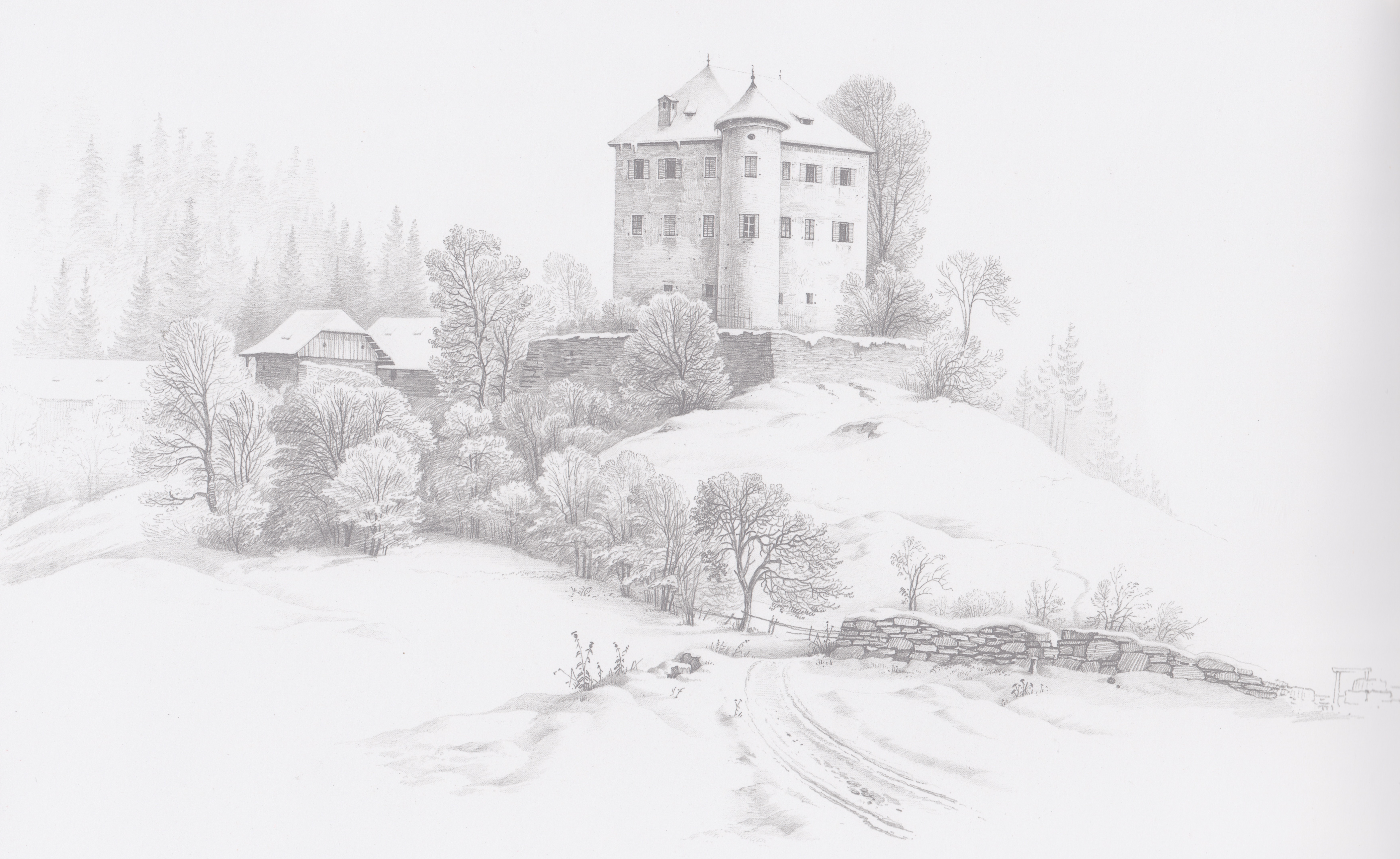
Zeichnung von Markus Pernhart

Schloss Hornstein ist ein Schloss an einem bewaldeten Hang nördlich von Krumpendorf am Wörthersee, Kärnten, Österreich. 

## Geschichte
Im 15. Jahrhundert errichtete Ulrich Hornsteiner das Schloss. Um die Mitte des 18. Jahrhunderts war das Schloss im Besitz der Grafen von Ursenböck. 1757 erhielten sie vom Lavanter Bischof Johann Baptist von Thurn und Taxis eine Messlizenz für die Schlosskapelle. 1865 erwarb Otto Daublesky Freiherr von Sterneck das Schloss. Heute ist das Anwesen in Privatbesitz. Mitte des 19. Jahrhunderts zeichnete Markus Pernhart das Schloss im Rahmen seines Burgenzyklus.

## Beschreibung
Das Schloss ist ein kleiner, dreiachsiger, kubischer Bau mit Walmdach. In der Nordost- und in der Südwestecke befinden sich zwei einander diagonal gegenüber stehende, runde Ecktürme mit flachen Kegeldächern. An der Nordseite steht ein späterer Anbau.
Über dem rustizierenden Rundbogenportal wurde um 1860 das Doppelwappen der Sterneck-Dickmann angebracht. An der Mauer am Hofeingang befindet sich ein beschädigtes, barockes Doppelwappen mit einem Putto.